# Ахзив
Ахзив (ивр. אכזיב‎) — национальный парк в Израиле, расположенный на Средиземноморском побережье в западной Галилее, к северу от Нагарии. На территории парка находится пляж, древний телль (холм, образовавшийся из руин древних поселений) и брошеная арабская деревня. На территории парка расположено устье реки Кезив. Площадь — 450 дунамов.

## История места
Впервые люди поселились в Ахзиве в среднем бронзовом веке (около 1800 до н. э.), важность поселения проистекала из его расположения на Via Maris и наличия порта. В Библии Ахзив упоминается в числе городов, которые не смогло захватить колено Асирово. Анналы Синаххериба рассказывают о захвате города в 701 до н. э..
В 40 году до н. э. в Ахзиве парфяне захватили брата Ирода. Город упоминался у Плиния, на картах Птолемея, в трудах отцов церкви и путешественников. Поселение часто упоминается в еврейских источниках, будучи пограничным городом между еврейской Галилеей и финикийского Сура. Через порт Ахзива экспортировали сельскохозяйственную продукцию Галилеи.
В этом месте позже стоял укрепленный город византийцев, а при Аббасидах — сторожевой пост.
В 1104 году король Балдуин I даровал эту местность рыцарю Гумберту из Пачи (Humbertus de Paci), построившему там замок. Вначале он назывался Касл-Гумберт (Casale Humberti de Paci; 1153 год) по имени основателя, позже название изменилось на Касал-Инберт. Король Балдуин III поселил там крестьян из Европы, предоставив им массу льгот. В 1232 году у города произошло сражение между сеньором Ахзива Жаном Ибелином и императором Священной Римской Империи Фридрихом II. В 1256 году Жан Ибелин сдал эти земли в аренду Тевтонскому ордену.
В 1271 году Ахзив был захвачен Бейбарсом и разрушен, впоследствии на его месте возникла арабская деревня аз-Зиб.
17 июня 1946, во время операции «Хаганы» «Ночь мостов», мосты через ручей Кезив были взорваны. Из 43 бойцов, участвовавших в операции, 14 погибли. Соседний киббуц Йехиам назван в честь одного из погибших, Йехиама Вайца. В мае 1948 деревня была захвачена силами бригады «Кармели» в рамках операции «Бен-Ами».

## Флора и фауна
Изредка у берега встречаются тюлени-монахи. Летом на берегу откладывают яйца головастая морская черепаха и зелёная черепаха. В лагунах заповедника богатая морская флора и фауна благодаря каменистому берегу и абразивным береговым платформам.